# آلفين بوش
آلفين بوش (بالإنجليزية: Alvin Bush)‏ هو سياسي أمريكي، ولد في 4 يونيو 1893 في الولايات المتحدة، وتوفي في 5 نوفمبر 1959. حزبياً، نشط في الحزب الجمهوري. وقد انتخب عضو مجلس النواب الأمريكي.